# یون چنداتمی

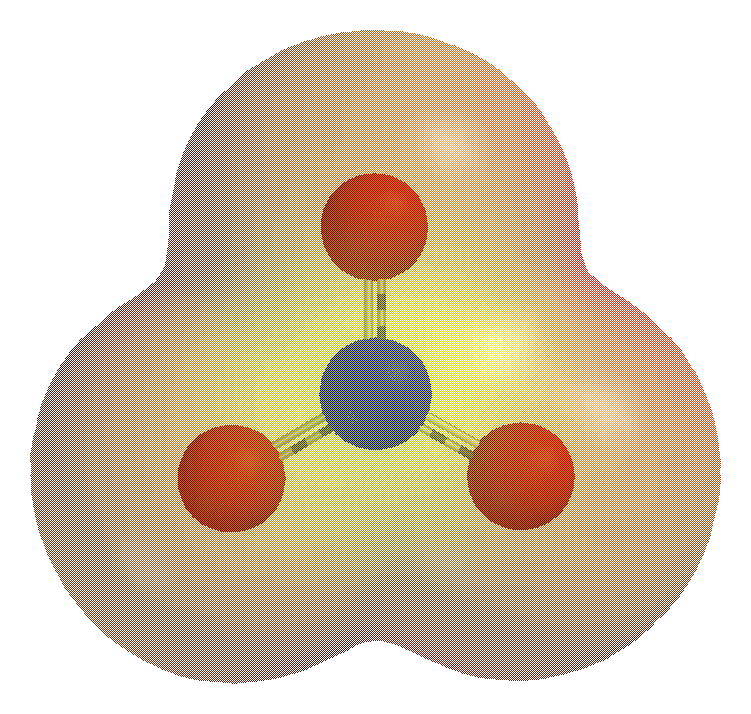
در این شکل نموداری از پتانسیل الکتریکی اطراف یک یون نیترات(NO_{3}^{−}) نشان داده شده است.مناطق قرمز رنگ نسبت به مناطق زرد دارای انرژی کمتری هستند.

یون چند اتمی(به انگلیسی: Polyatomic ion) گونه ای از یون های شیمیایی است که از دو یا بیش از دو نوع اتم ساخته شده است.در این نوع یون ها که به یون های مولکولی نیز معروف هستند،اتم ها با پیوند های شیمیایی به هم پیوند دارند و کل مولکول بار مشخصی را خواهد داشت.یون های چند اتمی مانندNH4(آمونیوم و غیره می باشد.)